# داريل جونسون
داريل جونسون (بالإنجليزية: Darryl Johnson)‏ مواليد 26 أكتوبر 1965 في فلينت، هو لاعب كرة سلة أمريكي معتزل. بدأ مسيرته الاحترافية في سنة 1987. تم اختياره من قبل فريق غولدن ستايت ووريورز خلال الدرافت. يبلغ طوله 6 قدم 1 بوصة (1.9 م). اعتزل اللعب في 2003.

## روابط خارجية
- داريل جونسون على موقع إن بي أي (الإنجليزية)
- داريل جونسون على موقع سبورتس رفرنس (الإنجليزية)
- داريل جونسون على موقع الدوري الإسباني لكرة السلة (الإسبانية)
- داريل جونسون على موقع كرة السلة الأوروبية.كوم (الإنجليزية)
- داريل جونسون على موقع كلية كرة السلة في سبورتس رفرنس.كوم (الإنجليزية)
- داريل جونسون على موقع ريلجم (الإنجليزية)
- داريل جونسون على موقع بروبوليرز (الإنجليزية)
- داريل جونسون على موقع سبورتس رفرنس (الإنجليزية)